# سیارک ۸۳۰۲
سیارک ۸۳۰۲ (به انگلیسی: 8302 Kazukin، نامگذاری:1995CY) هشت هزار و سیصد و دومین سیارک کشف شده‌است که در ۳ فوریه ۱۹۹۵ کشف شد.